# Euriphene coerulea
Euriphene coerulea är en fjärilsart som beskrevs av Jean Baptiste Boisduval 1847. Euriphene coerulea ingår i släktet Euriphene och familjen praktfjärilar. Inga underarter finns listade i Catalogue of Life.